# Federazione cestistica delle Bahamas
La Federazione cestistica delle Bahamas è l'ente che controlla e organizza la pallacanestro in Bahamas.
La federazione controlla inoltre la nazionale di pallacanestro delle Bahamas. Ha sede a Freeport e l'attuale presidente è David Morley.
È affiliata alla FIBA dal 1962 e organizza il campionato di pallacanestro delle Bahamas.